# Frankfurt Mains flygplats
Frankfurt Mains flygplats (IATA: FRA, ICAO: EDDF) (tyska: Flughafen Frankfurt Main eller Rhein-Main-Flughafen) är en internationell flygplats utanför staden Frankfurt am Main. Det är Europas näst mest trafikerade flygplats räknat i frakt efter Paris-Charles de Gaulle, och Europas sjätte största flygplats sedan 2020 om man räknar antal resenärer (efter bl.a. London-Heathrow flygplats och Paris-Charles de Gaulle flygplats) och är den sextonde mest trafikerade flygplatsen i hela världen år 2023. Flygplatsen är också Europas femte största till ytan.
50 % av alla som reser till Frankfurts flygplats byter enbart flyg för att sedan resa vidare. År 2019 hade flygplatsen rekord med 70 miljoner passagerare men efter Corona 2020 har flygplatsen haft svårt att återhämta sig, år 2023 var antalet 59 miljoner.
Flygplatsen ligger 12 kilometer söder om Frankfurt am Mains stadscentrum på platsen där de tyska motorvägarna (Autobahnen) A3 och A5 möts. Flygplatsen har tre järnvägsstationer och är ansluten till det tyska nätet av snabbtåg typ ICE. Det tar ungefär tio minuter att resa mellan flygplatsen och stadscentrum med pendeltåg.
Flygplatsen ägs och sköts av Fraport AG, som äger och bedriver flera andra flygplatser världen runt. På flygplatsen jobbar runt 78 000 personer 2014; den är därmed Tysklands största arbetsplats.
Flygplatsen invigdes 1936 som Flug- und Luftschiffhafen. Kort efter andra världskriget var flygplatsen bas för luftbron till Berlin under Berlinblockaden, och användes senare av USA:s flygvapen som deras huvudflygplats i Tyskland för transportflyg. Det har haft till följd att passagerartrafiken oftast inskränks i samband med amerikanska krigstillstånd som till exempel i Kuwait- eller i Irakkriget. När flygplatsen skulle byggas ut under 1980-talet anordnades våldsamma protestdemonstrationer, där flera personer dog. Idag har flygplatsen tre startbanor och en landningsbana. En tredje terminal söder om flygplatsen är under planering, efter att den tidigare amerikanska flygvapenbasens verksamhet flyttat till Ramstein Air Base 2005.

## Terminaler
Flygplatsen har idag två stora huvudterminaler samt den mycket mindre First Class Terminal som drivs och används uteslutande av Lufthansa. Man planerar även för att öppna en Terminal 3. Den kommer troligen att stå färdig år 2022.

### Terminal 1
Terminal 1 öppnades 1972 och kallas Terminal Mitte (mellersta terminalen) av den anledningen att den ligger mellan rullbanorna. Terminalen är delad på tre stycken sektioner A, B och C. Sektion A har gater på två våningar, där A51 till A65 ligger direkt ovan gaterna A08 till A42.
Terminal 1 trafikeras främst av Lufthansa, deras intresseföretag (Brussels Airlines, Eurowings, Swiss International Air Lines och Austrian Airlines) samt dess partners i Star Alliance.

### Terminal 2
Terminal 2 öppnades 1994 och är designad utifrån som en klassisk järnvägsstation. Även terminal 2 är uppdelad i olika sektioner, D och E. Terminal 2 trafikeras av flygallianserna Oneworld och SkyTeam.

### Lufthansa First Class Terminal
Lufthansa driver en liten terminal nära terminal 1 för endast Lufthansa First Class och HON Circles bonusprogram. Anläggningen har 200 anställda och används ungefär av 300 passagerare om dagen.

## Destinationer
Det här är en lista över alla reguljära flyg samt charterflyg till/från Frankfurt Mains flygplats.
| Flygbolag                | Destinationer |
| ------------------------ | --- |
| Aegean Airlines          | Aten, Thessaloniki Säsong: Heraklion, Korfu, Rhodos |
| Aer Lingus               | Dublin |
| China Airlines           | Taipei–Taoyuan |
| China Eastern Airlines   | Shanghai–Pudong |
| China Southern Airlines  | Changsha, Guangzhou |
| Condor                   | Agadir, Barbados, Cancún, Fuerteventura, Funchal, Havanna, Holguín, Hurghada, Kilimanjaro, Kuala Lumpur–International, La Palma, Lanzarote, Las Vegas, Mahé, Malé, Mauritius, Mombasa, Montego Bay, Palma de Mallorca, Puerto Plata, Punta Cana, San José (CR), San Juan, Santo Domingo, Seattle/Tacoma, Teneriffa–Syd, Tobago, Varadero, Windhoek–Hosea Kutako, Zanzibar Säsong: Anchorage, Antalya, Baltimore, Cagliari, Calgary, Catania, Chania, Curaçao, Dalaman, Dubrovnik, Fairbanks, Grenada, Halifax, Heraklion, Ibiza, Jerez de la Frontera, Kalamata, Kapstaden, Kavala, Korfu, Kos, Lamezia Terme, Minneapolis/St. Paul, Mykonos, Nassau, New Orleans, Olbia, Phoenix–Sky Harbor, Pittsburgh, Portland (OR), Preveza, Rhodos, Samos, Santorini, Sitia, Skiathos, Split, Toronto–Pearson, Vancouver, Whitehorse, Zadar, Zakynthos |
| Corendon Airlines        | Antalya, Izmir Säsong: Gazipaşa |
| Corendon Airlines Europe | Säsongscharter: Banjul |
| Croatia Airlines         | Dubrovnik, Split, Zagreb Säsong: Pula, Zadar |
| Delta Air Lines          | Atlanta, Detroit, New York–JFK |
| EgyptAir                 | Kairo |
| El Al                    | Tel Aviv |
| Emirates                 | Dubai–International |
| Ethiopian Airlines       | Addis Abeba |
| Etihad Airways           | Abu Dhabi |
| Eurowings                | Las Vegas Säsong: Mauritius |
| Finnair                  | Helsingfors |
| Gulf Air                 | Bahrain |
| Holiday Europe           | Säsongscharter: Fuerteventura, Hurghada, Marsa Alam, Sharm el-Sheikh |
| Iberia                   | Madrid |
| Iberia Regional          | Madrid |
| Icelandair               | Reykjavik–Keflavík |
| Iran Air                 | Teheran–Imam Khomeini |
| Iraqi Airways            | Bagdad, Sulaymaniyya |
| Japan Airlines           | Tokyo–Narita |
| KLM                      | Amsterdam |
| Korean Air               | Seoul–Incheon |
| Kuwait Airways           | Kuwait |
| LATAM Brasil             | São Paulo–Guarulhos |
| LATAM Chile              | Madrid, Santiago de Chile |
| LOT Polish Airlines      | Warszawa–Chopin |
| Lufthansa                | Abuja, Addis Abeba, Agadir, Alicante, Alger, Almaty, Amman-Drottning Alia, Amsterdam, Antalya, Aten, Atlanta, Austin, Bahrain, Baku, Bangalore, Bangkok–Suvarnabhumi, Barcelona, Bari, Basel/Mulhouse, Beirut, Belgrad, Bilbao, Billund, Birmingham, Bogotá, Bologna, Bombay, Bordeaux, Boston, Bremen, Bryssel, Budapest, Bukarest, Buenos Aires–Ezeiza, Bydgoszcz, Cancún, Casablanca, Chennai, Chicago–O'Hare, Chișinău, Cluj-Napoca, Dallas/Fort Worth, Dammam, Delhi, Denver, Detroit, Dresden, Dubai–International, Dublin, Düsseldorf, Edinburgh, Erbil, Faro, Florens, Friedrichshafen, Funchal, Gdańsk, Genève, Glasgow, Göteborg, Hamburg, Hannover, Helsingfors, Hongkong, Houston–Intercontinental, Istanbul, Jeddah, Johannesburg–OR Tambo, Kairo, Kapstaden, Katowice, Kraków, Kuwait, Köpenhamn, Lagos, Leipzig/Halle, Linz, Lissabon, Ljubljana, London–City, London–Heathrow, Los Angeles, Luanda, Luxemburg, Lyon, Madrid, Malabo, Málaga, Malta, Manchester, Marrakech, Marseille, Mexico City, Miami, Milano–Linate, Milano–Malpensa, Minsk, Moskva–Domodedovo, München, Münster/Osnabrück, Nairobi–Jomo Kenyatta, Nagoya–Centrair, Nanjing, Neapel, New York–JFK, Newark, Nice, Nürnberg, Nur-Sultan, Orlando, Oslo–Gardermoen, Paderborn/Lippstadt, Palermo, Pamplona, Panama City, Paris–Charles de Gaulle, Peking, Philadelphia, Port Harcourt, Porto, Poznań, Prag, Qingdao, Reykjavik–Keflavík, Riga, Rio de Janeiro–Galeão, Riyadh, Rom–Fiumicino, San Diego, San Francisco, San José (CR), Sankt Petersburg, Santiago de Compostela, São Paulo–Guarulhos, Seattle/Tacoma, Seoul–Incheon, Sevilla, Shanghai–Pudong, Shenyang, Singapore, Sofia, Stockholm–Arlanda, Stuttgart, Sylt, Tallinn, Tampa, Teheran–Imam Khomeini, Tel Aviv, Thessaloniki, Timișoara, Tirana, Tokyo–Haneda, Toronto–Pearson, Toulouse, Trieste, Tunis, Turin, Valencia, Vancouver, Venedig, Vilnius, Warszawa–Chopin, Washington–Dulles, Wien, Wrocław, Zagreb, Zürich Säsong: Bastia, Bodrum, Cagliari, Dubrovnik, Heraklion, Heringsdorf, Hévíz–Balaton, Ibiza, Ivalo, Kuusamo, Larnaca, Malé, Menorca, Montréal–Trudeau, Olbia, Palma de Mallorca, Pula, Santorini, Shannon, Split, Tivat, Tromsø, Zadar |
| MIAT Mongolian Airlines  | Säsong: Ulan Bator |
| Middle East Airlines     | Beirut |
| Oman Air                 | Muskat |
| Onur Air                 | Antalya Säsong: Istanbul |
| Pegasus Airlines         | Istanbul–Sabiha Gökçen |
| Qatar Airways            | Doha |
| Royal Air Maroc          | Casablanca, Nador |
| Royal Jordanian          | Amman–Drottning Alia |
| Ryanair                  | Alicante, Barcelona, Bergamo, Brindisi, Catania, Dublin, Faro, Kraków, Lanzarote, London–Stansted, Málaga, Palma de Mallorca, Porto, Teneriffa–Syd, Valencia Säsong: Aten, Chania, Girona, Kefalinia, Korfu, Mykonos, Pisa, Pula, Rijeka, Sevilla, Zadar |
| TUIfly                   | Barcelona, Boa Vista, Fuerteventura, Gran Canaria, Hurghada, Lanzarote, Marsa Alam, Sal, Teneriffa–Syd Säsong: Antalya, Dalaman, Djerba, Enfidha, Faro, Funchal, Heraklion, Ibiza, Jerez de la Frontera, Korfu, Kos, Lamezia Terme, Larnaca, Menorca, Palma de Mallorca, Patras, Rhodos |
| Tunisair                 | Djerba, Tunis |
| Turkish Airlines         | Istanbul, Istanbul–Sabiha Gökçen Säsong: Adana, Ankara, Kayseri, Izmir |

## Galleri

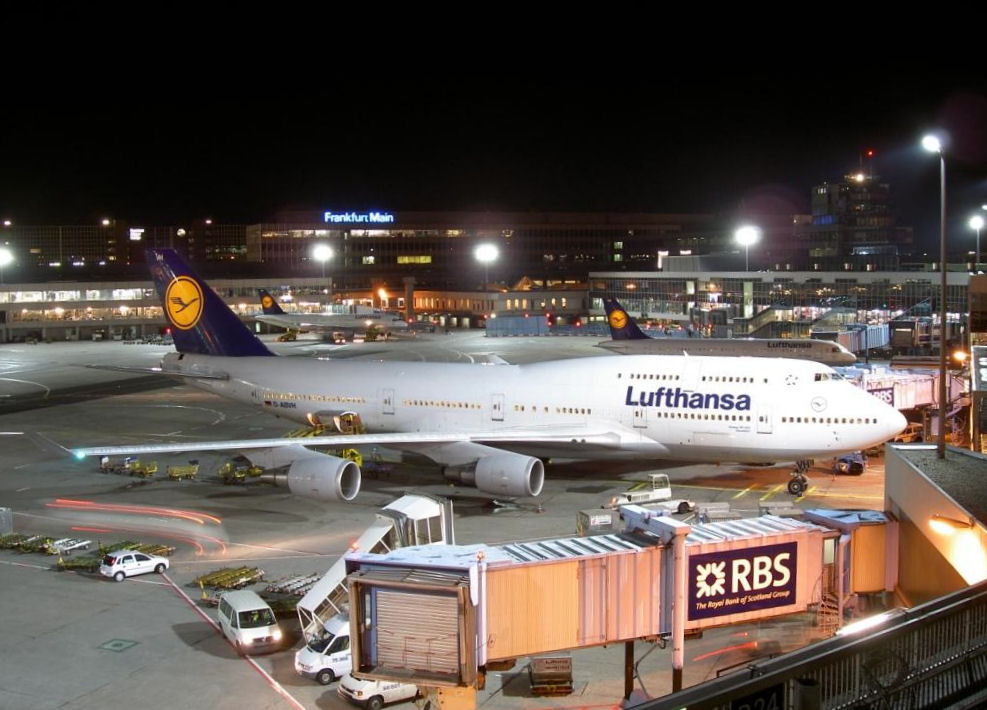
Lufthansaplan i Frankfurt am Main.
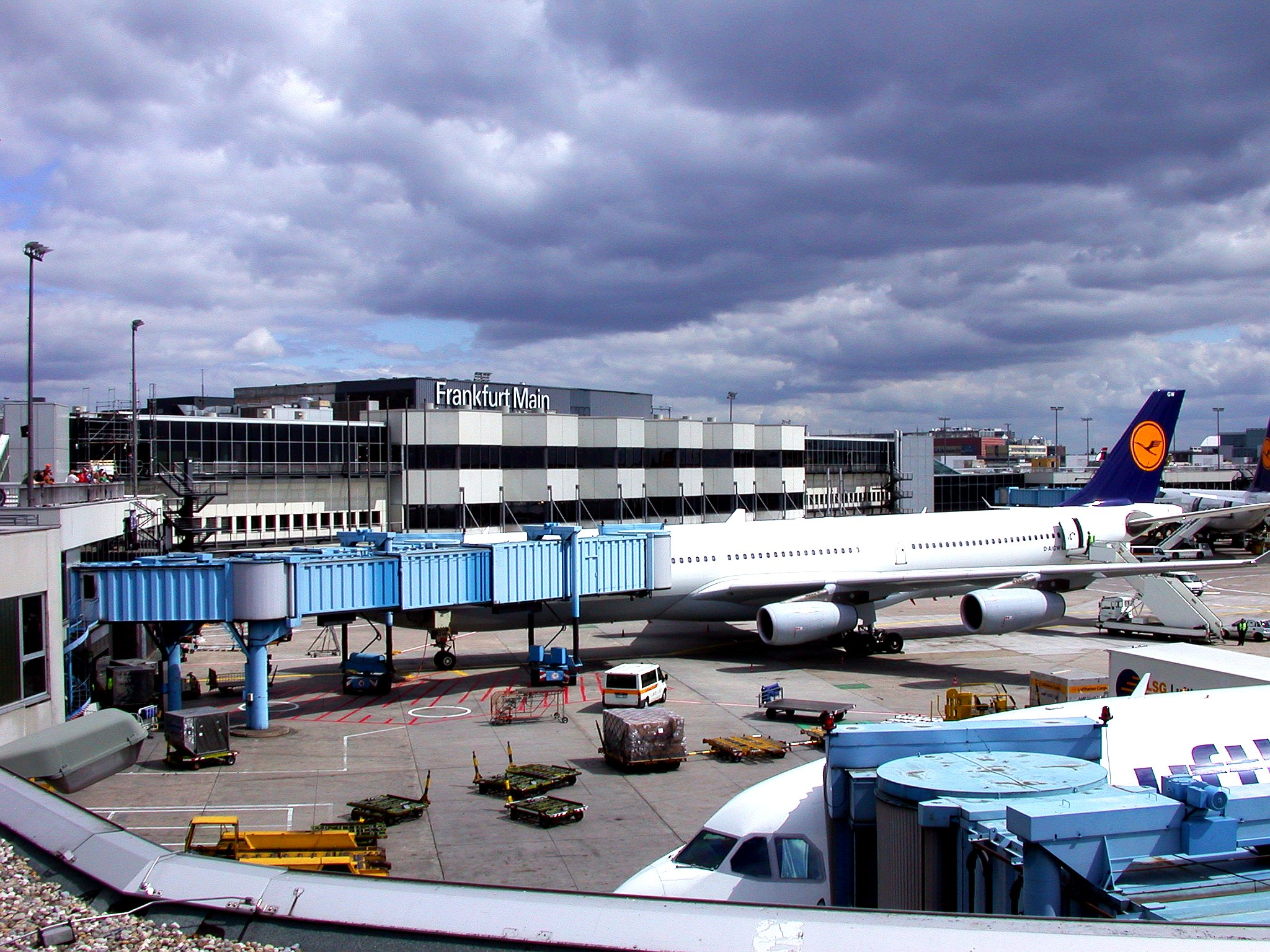
Terminal 1.
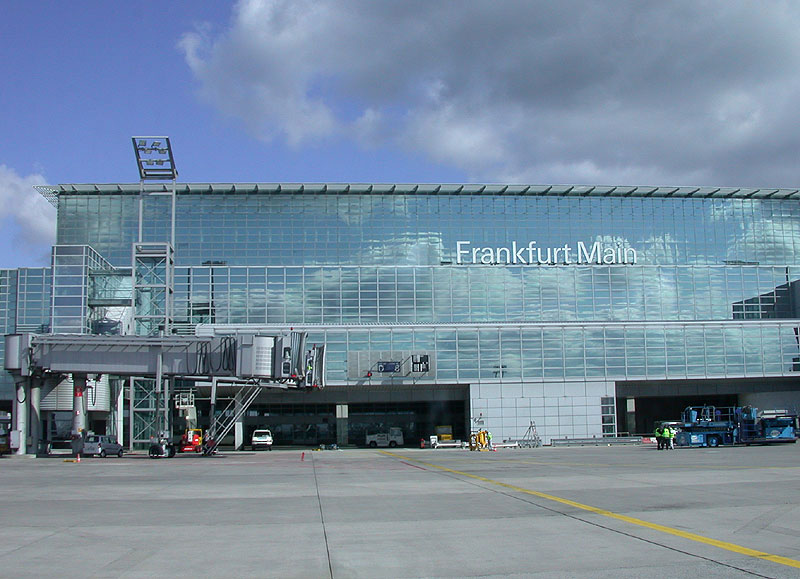
Terminal 2.
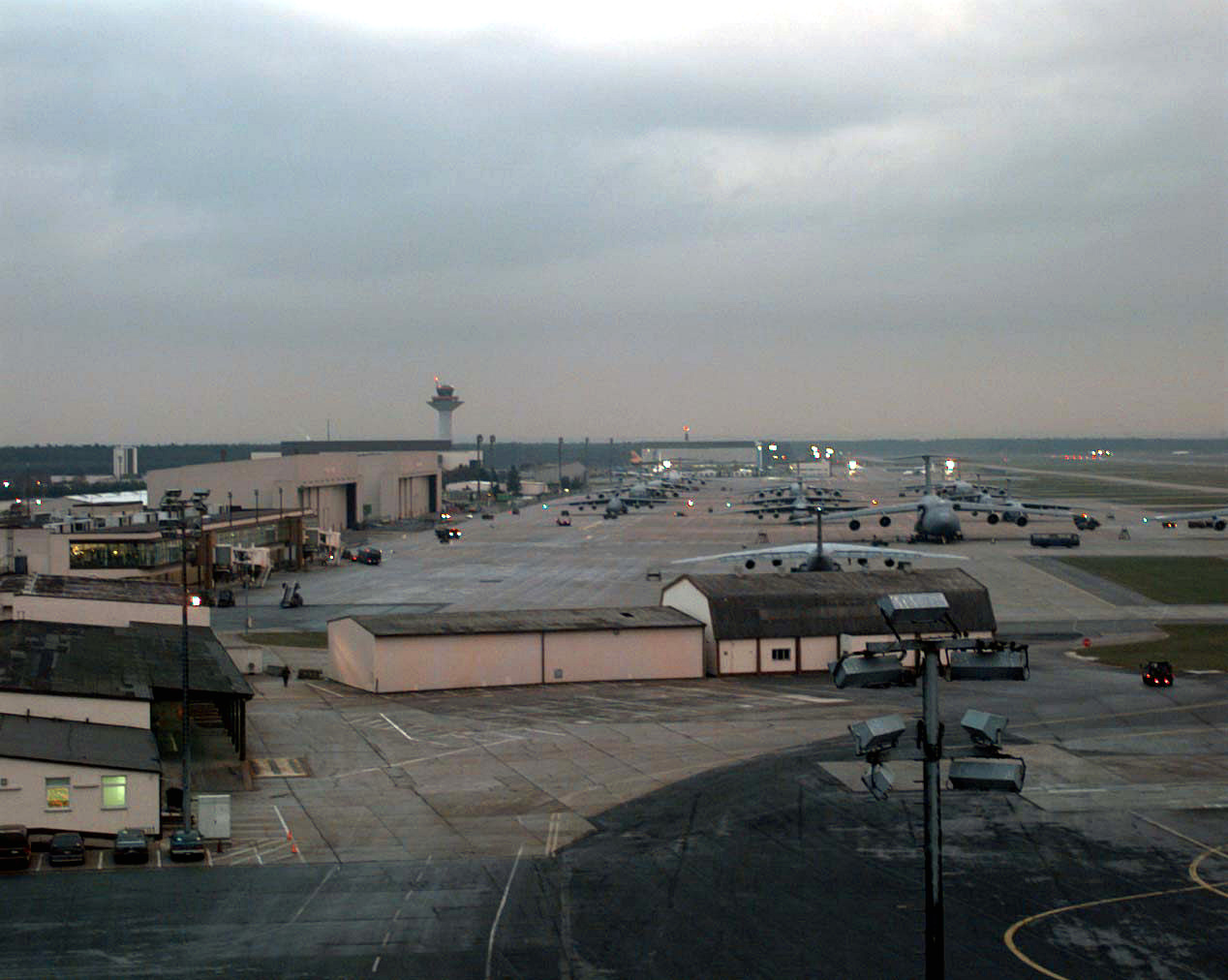
Rhein-Main-Flygbas.